# Ляпін Зиновій Федорович
Зиновій Федорович Ляпін (29 жовтня (10 листопада) 1888, Луганськ — вересень 1978, Москва) — радянський партійний діяч, член ВЦВК РРФСР та ВЦВК СРСР. Член ЦК КП(б)У в квітні 1923 — грудні 1925 року.

## Біографія
Народився в родині робітника Паровозобудівного заводу Гартмана. Навчався в початковій школі, закінчив два класи. З дванадцятирічного віку працював на Луганському заводі Гартмана кур'єром, учнем слюсаря, слюсарем. Активний учасник революції 1905 року.
Член РСДРП з 1907 року.
У липні 1908 року був заарештований та засланий до Сибіру. У листопаді 1911 року повернувся до Луганська. Влаштувався вуглекопом на Кадіївській копальні. Був впізнаний поліцією, утік і перейшов на нелегальне становище. Разом з Шмировим і Черепанцевим організував Луганський підпільний партійний комітет, керував страйками на суконній фабриці та Луганському патронному заводі, знову був заарештований.
8 березня 1917 року став членом Луганської ради робітничих депутатів від залізничних майстерень. 6 липня 1917 року обраний гласним Луганської міської думи за списком більшовиків. У вересні 1917 року, після перевиборів і більшовизування Ради, став заступником голови Луганської ради робітничих депутатів. Під час відсутності Ворошилова замінював його на посаді голови ради. 
З березня по квітень 1918 року — голова Луганської ради робітничих депутатів. У квітні 1918 року відступив з Луганська разом із загонами Червоної гвардії. У 1918—1919 роках — в Червоній армії.
У січні 1919 року, після чергового захоплення більшовиками Луганська, працював секретарем Луганського міського комітету РКП(б) та членом революційного комітету. На першій Донецькій губернській партійній конференції обраний секретарем Донецького губернського комітету РКП(б). Потім служив комісаром 3-ї бригади 41-ї дивізії Червоної армії.
З 20 лютого 1920 року — секретар бюро комітету КП(б)У Луганського району. З вересня по листопад 1920 року — голова виконавчого комітету Луганської районної ради. У квітні 1921 року — тво. голови виконавчого комітету Луганської повітової ради Донецької губернії.
З червня 1921 року — голова комісії Донецького губернського комітету з чищення партії.
З 1922 по 1923 рік — секретар Луганського повітового комітету КП(б)У.
У січні 1923 — 1924 року — завідувач організаційно-інструкторського відділу Донецького губернського комітету КП(б)У.
У 1924 (за деякими даними, у грудні 1923) — грудні 1925 року — відповідальний секретар Луганського окружного комітету КП(б)У.
У грудні 1925 — січні 1926 року — представник Всеросійської комісії з евакуації військових вантажів у місті Нижньому Новгороді.
Від січня 1926 по червень 1928 року — відповідальний секретар Грозненського окружного комітету ВКП(б).
До червня 1929 року — відповідальний секретар Кубанського окружного комітету ВКП(б).
З 1929 по вересень 1931 року навчався на курсах марксизму-ленінізму в Москві.
У 1931—1934 роках — на партійній роботі в Українській СРР. У 1934—1938 роках — секретар Партійної комісії Донецької обласної контрольної комісії КП(б)У, уповноважений Народного комісаріату важкої промисловості СРСР на Донбасі. Потім працював директором заводу на Уралі.
З 1943 року — персональний пенсіонер союзного значення.
Похований у Москві на Новодівичому кладовищі. На його честь у 1979 році в місті Ворошиловграді (Луганську) перейменована вулиця.

## Нагороди
- орден Трудового Червоного Прапора